# Antonio Álvarez de Toledo y Heredia
Antonio Álvarez de Toledo y Heredia fue un noble español, I conde del Cedillo.

## Biografía
En 1496 los Reyes Católicos crearon el condado del Cedillo a favor de Antonio Álvarez de Toledo y Zapata quien fue el hijo mayor de Fernán Álvarez de Toledo Zapata, secretario de los Reyes Católicos y hermano del maestrescuela don Francisco Álvarez Zapata. Antonio contrajo matrimonio con doña María Ponce de León, de la familia de los condes de Arcos.
Durante el reinado de Carlos I los Álvarez de Toledo Zapata apoyaron la Revolución de los Comuneros y como consecuencia de este enfrentamiento el monarca les quitó el título de conde.
No fue sino con Antonio Álvarez de Toledo y Heredia Ponce de León y Luna, III señor de Cedillo y Notario Mayor de Granada que logró que el rey Felipe IV le repusiera la concesión del título de conde del Cedillo, el 31 de mayo de 1624. 
Casó con María Ponce de León y Luna, hija de Luis Ponce de León y de María Fernández de Vargas. Fueron sus hijos:
- Eugenio Álvarez de Toledo y Ponce de León, II conde del Cedillo.
- Isabel Álvarez de Toledo y Ponce de León.

El salto de cualidad dado por entonces le garantizó al I conde entroncar con la aristocracia del país, merced a una estrategia matrimonial de enlaces endogámicos que les permitió su ascenso dentro del escogido cuerpo social de la nobleza titulada. 